# Městský dům čp. 166 (Plzeň)
Městský dům čp. 166 stojí v ulici Bedřicha Smetany v Plzni-Vnitřní Město v okrese Plzeň-město. Dům byl v roce 1991 Ministerstvem kultury České republiky prohlášen kulturní památkou České republiky.

## Historie

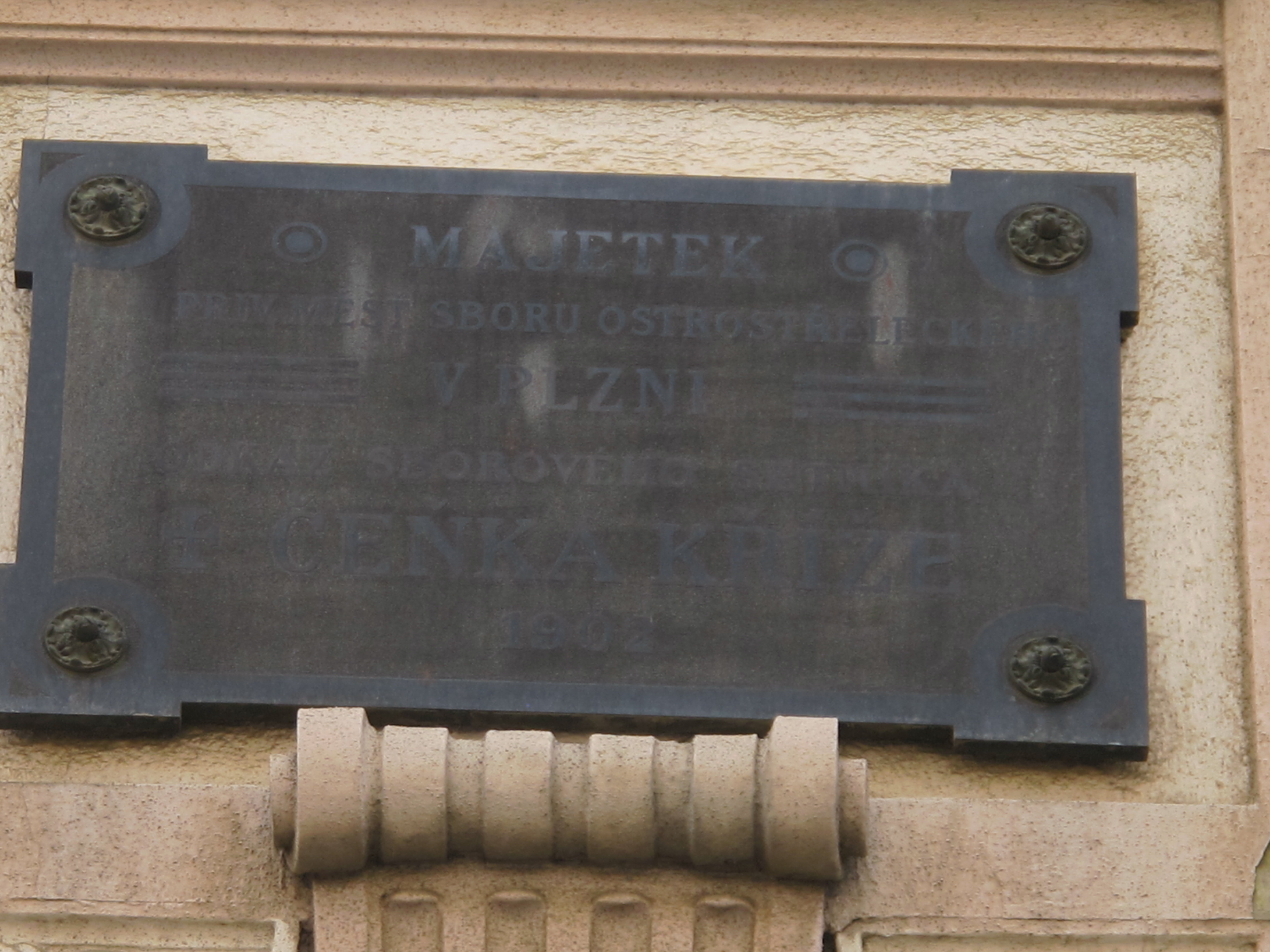
Pamětní deska Čeňka Kříže

Původní dům vystavěný v roce 1523 soukeníkem Šimonem Kralovickým byl v roce 1830 zakoupen rodinou Křížovou. V roce 1898 byl dům zbořen a na jeho místě postaven nový právovárečný dům podle projektu architekta Františka Krásného. Secesní čtyřpodlažní dům pro Čeňka Kříže postavil stavitel František Kotek. V roce 1902 právovárečný dům odkázal plzeňskému ostrostřeleckému sboru. Podmínkou bylo, že z výnosů bude postavena nová střelnice a vypraven jeho pohřeb. Událost připomíná pamětní deska Čeňka Kříže na fasádě domu.

## Popis
Městský dům je řadová zděná omítaná třípatrová stavba, jehož secesní průčelí je tříosé. V přízemí jsou dva vchody, domovní vstup je vpravo a ve středové ose je vstup do obchodu. Mezi patry (2. a 3.) je fasáda rozdělena kordonovou římsou pod níž je fasáda zdobena věnci, girlandami a maskarony. Fasáda je zakončena předsazenou hlavní římsou se zubořezem a vysokou atikovou zdí s pylony.
Přízemí má segmentové klenby zaklenuty do traverz. Dispozice domu je řešena jako příčný trojtrakt. V zadní části je dvouramenné schodiště umístěné do oválu. Stavba má sklepy se studnou. Při přestavbě byly sklepy částečně zasypány. V domě jsou čtyři byty bez výtahu a bez ústředního topení. byyty mají připojení na plyn a veřejný vodovod. Stavební materiálem byl kámen, cihly a tvárnice.